# Tmesisternus soembanus
Tmesisternus soembanus är en skalbaggsart som först beskrevs av Schwarzer 1931.  Tmesisternus soembanus ingår i släktet Tmesisternus och familjen långhorningar. Inga underarter finns listade i Catalogue of Life.